# Jankovice (železniční zastávka)
Jankovice je železniční zastávka a automatické hradlo v obci Jankovice na trati Kojetín – Valašské Meziříčí (v jízdním řádu 303), otevřená s jízdním řádem 2004/05. K slavnostnímu otevření vlakové zastávky dne 31. října 2004 vypravily České dráhy zvláštní vlak sestavený z parní lokomotivy 423.041 a historických vagonů řady Ce.
V zastávce se neprodávají jízdenky, odbavení probíhá ve vlaku, nachází se mezi zastávkami Hlinsko pod Hostýnem, a Dobrotice. V této zastávce zastavují jen osobní vlaky, s výjimkou jednoho spěšného vlaku. Zastávka je ve všech vlacích na znamení. V zastávce zastavují (v roce 2020) jednotky a motorové vozy řad 844, 814 a 810.